# Нет БСД
NetBSD је слободан, вишеплатформски јуниксолики оперативни систем поникао од BSD-а. Истиче се својом преносивошћу, као и квалитетом дизајна и израде. Први је опен соурс наследник BSD-а који је званично издат након поделе 386BSD-а. Активно се развија и доступан је за многе платформе, укључујући сервере, десктоп рачунаре, преносиве уређаје и уграђене системе.
NetBSD пројекат се фокусира на јасноћу кода, пажљив дизајн и преносивост на различите рачунарске архитектуре. Његов изворни код је јавно доступан и лиценциран под пермисивном лиценцом.

## Историја
NetBSD је оригинално потекао из 4.3BSD-Reno издања фирме Berkeley Software Distribution (BSD) који је развијао у групи за истраживање рачунарских система NetBSDУниверзитета у Калифорнији, Беркли, преко Net/2 издања и пројекта 386BSD. Пројекат NetBSD је започео као резултат незадовољства унутар заједнице развијача 386BSD-а због темпа и правца развоја оперативног система. Четворица оснивача NetBSD пројекта, Крис Деметриу, Тео де Раад, Адам Глас и Чарлс Ханум, сматрали су да би отворенији модел развоја користио пројекту: модел који се заснива на преносивом, чистом и тачном коду. Они су имали за циљ да произведу уједињени, вишеплатформски, оперативни систем заснован на BSD-у који има производни квалитет. Назив "NetBSD" је изабран због значаја и раста мрежа као што је Интернет у то време, као и због дистрибуиране и колаборативне природе његовог развоја.
Изворни код NetBSD репозиторијум је основан 21. марта 1993. године, а прво званично издање, NetBSD 0.8, објављено је 19. априла 1993. године. Ово је било изведено из 386BSD 0.1 уз верзију 0.2.2 неофицијалног "patchkit"-а, са неким програмима из Net/2 издања који су недостајали из 386BSD-а, али су поново интегрисани, као и са другим побољшањима. Прво вишеплатформско издање, NetBSD 1.0, издано је у октобру 1994. године, и уз ажурирање са 4.4BSD-Lite кодом, било је ослобођено свих правно оптерећених 4.3BSD Net/2 кодова. Такође, 1994. године, из спорних разлога, један од оснивача, Тео де Раад, је уклоњен из пројекта. Касније је основао нови пројекат, OpenBSD, из верзије NetBSD 1.0 која је подељена крајем 1995. године. 1998. године, NetBSD 1.3 је увео колекцију пакета pkgsrc.
До 2004. године, NetBSD 1.x издања су излазила отприлике на годишњем нивоу, са мањим "печ" издањима између. Од издања 2.0 па надаље, NetBSD користи семантичко верзионисање, а свако велико издање NetBSD одговара повећаном главном броју верзије, тј. главна издања после 2.0 су 3.0, 4.0 и тако даље. Претходна мања издања сада су подељена у две категорије: x.y "стабилна" одржавања издања и x.y.z издања која садрже само безбедносне и критичне поправке.
NetBSD је некада долазио са twm као претходно конфигурисаним графичким интерфејсом (управљач прозорима); 2020. године (верзија 9.1) ово је промењено у модернији и свестранији CTWM.